# Allochernes longepilosus
Allochernes longepilosus är en spindeldjursart som beskrevs av Volker Mahnert 1997. Allochernes longepilosus ingår i släktet Allochernes och familjen blindklokrypare. Inga underarter finns listade i Catalogue of Life.